# Поса-де-ла-Саль
Поса-де-ла-Саль (ісп. Poza de la Sal) — муніципалітет в Іспанії, у складі автономної спільноти Кастилія-і-Леон, у провінції Бургос. Населення — 341 особа (2010).
Муніципалітет розташований на відстані близько 250 км на північ від Мадрида, 38 км на північний схід від Бургоса.
На території муніципалітету розташовані такі населені пункти: (дані про населення за 2010 рік)
- Кастіль-де-Ленсес: 43 особи
- Ленсес-де-Буреба: 44 особи
- Поса-де-ла-Саль: 254 особи

## Демографія
Динаміка населення (INE ):